# Dietikon (stacja kolejowa)
Dietikon (niem: Bahnhof Dietikon) – stacja kolejowa w Dietikon, w kantonie Zurych, w Szwajcarii. Jest ważnym węzłem kolejowym oraz elementem sieci systemu S-Bahn w Zurychu.
Dzisiejsza stacja SBB składa się z sześciu torów stacyjnych. 1 tor znajduje się na głównym peronie. Tutaj zatrzymują się pociągi linii S3, które kursują do Aarau i stacją końcową jest Dietikon. Tor nr 2 jest torem przelotowym, służącym głównie pociągom towarowym. Tory 3 i 4 położone są przy peronie wyspowym; zatrzymują się tu głównie pociągi podmiejskie i regionalne. Tory 5 i 6, również położone są przy peronie wyspowym, są rzadko obsługiwane przez pociągi. Przejeżdżają tędy wszystkie pociągi dalekobieżne relacji Zurych – Brugg – Bazylea i Zurych – Olten – Berno / Biel.
Tory Bremgarten-Dietikon-Bahn znajdują się na wschód od budynku stacji i składają się z dwóch torów przy centralnym peronie.

## Linie kolejowe
- Bözbergstrecke
- Bremgarten-Dietikon-Bahn